# ジョンソンズ
ジョンソンズ（JOHNSONS）は、イギリス、ロンドンのパンク、ロックのファッションブランド。
スーツアイテム等の「Johnsons（ジョンソンズ）」、レザーアイテム等の「LA ROCKA!（ラロッカ）」、ウエスタンアイテム等の「MEX TEX（メックステックス）」といった各ブランドラインが存在する。

## 概要
1979年に、ブティック「JOHNSONS」をキングスロード406番地にオープン。50'sテイストを基本にロッカーズ、テッズ、ロカビリー、またそれらを融合させたもので、パトリック･ロイド・ジョンソンのデザインによる。世界中のパンク、ロックンロールミュージシャンに愛用された。
日本に於いては、80～90年代はシンコーミュージックが経営するロックファッションショップ『DOUBLE DECKER』や、『666』、『A STORE ROBOT』等で入手できたが、現在は一部を除き生産されていない為、コレクター間で高価で取引されている。
2013年末には、イギリス本国でレザー・布帛のラインが「LA ROCKA 79」の名で復活。
2014年5月、ルイスレザーの代理店も勤めるROLLより日本での代理店が発表された。

## 主なアイテム

### レザージャケット
- フライングジャケット
- バイカージャケット
  - スリーブレスバイカージャケット
  - レディスバイカージャケット
  - フリンジバイカージャケット
- ブランドジャケット
- ダイアモンドジャケット

### シャツ
- 武運長久シャツ

### ブーツ
- ゼロブーツ
- バイカーブーツ（パイレートブーツ）
- ハイビンセントブーツ
- ロービンセントブーツ

## 愛好者
- Adam and the Ants
- UP-BEAT
- Iggy Pop
- Yellow Magic Orchestra
- 男闘呼組
- SION
- G.D.FLICKERS
- Johnny Thunders
- Stray Cats
- hide
- Billy Idol
- Phil Lewis
- ジョージ・リンチ
- ウォーレン・デ・マルティーニ
- ニッキー・シックス
- BOØWY
- Bon Jovi
- THE WILLARD
- The Clash
- THE ZOLGE
- THE LORDS OF THE NEW CHURCH
- THE MODS
- The STRUMMERS